# Sceptrella regalis
Sceptrella regalis är en svampdjursart som beskrevs av Schmidt 1870. Sceptrella regalis ingår i släktet Sceptrella och familjen Latrunculiidae. Inga underarter finns listade i Catalogue of Life.